# Nerocila aculeata
Nerocila aculeata là một loài chân đều trong họ Cymothoidae. Loài này được Milne Edwards miêu tả khoa học năm 1840.